# Eliseu Carbó i Parals
Eliseu Carbó i Parals (Palamós, Baix Empordà, 20 d'abril de 1890 - 8 d'octubre de 1968) fou un intèrpret de contrabaix i piano, i compositor de sardanes. Fou pare del també compositor palamosí Josep Carbó i Vidal, a qui traspassà el gust per la música.
A 15 anys ja tocava el violí a l'orquestra Harmònics i a 17 anys va compondre la seva primera sardana. El 1914 va ser mestre a Palamós, Puigcerdà, Ullà i posteriorment a Santa Coloma de Farners on hi visqué habitualment durant 25 anys. S'interessà i investigà sobre la vessant pedagògica de la música. En jubilar-se es retirà a Palamós.
Fou autor de l'ABC de la música, un manual de petites dimensions, però molt interessant editat per Calpe, dins la col·lecció dels Manuals Gallach, a principis del segle xx.
Entre la seva obra sardanista citem els títols: La primera perla, que fou la primera, La Roca Fosca, Somniada, Festa Major, La puntaire de Rialt, Plany, Miramar i Cançó matinal.